# أوخنانغين خورلسوخ
أوخنانغين خورلسوخ (بالمنغولية: Ухнаагийн Хүрэлсүх، مواليد 14 يونيو 1968) ويشار إليه أيضًا باسم خوريلسوخ أوخنا، هو سياسي من منغوليا منصب رئيس منغوليا السادس والحالي منذ يونيو 2021، وكان رئيسًا لوزراء من أكتوبر 2017 إلى يناير 2021 وانتُخب لعضوية برلمان منغوليا أربع مرات - في أعوام 2000 و2004 و2012 و2020.
قبل توليه منصب رئيس الوزراء، خدم خوريلسوخ في الحكومة المنغولية كوزير لحالات الطوارئ من عام 2004 إلى عام 2006، ووزير التفتيش المهني من عام 2006 إلى عام 2008، وشغل منصب نائب رئيس الوزراء مرتين بين عامي 2014 و2017. وكان الأمين العام لحزب الشعب المنغولي من عام 2008 إلى عام 2012 ورئيسه من عام 2017 إلى عام 2021.

## السيرة
وُلِد خوريلسوخ لعائلة سائقين في 14 يونيو 1968 في أولان باتور بمنغوليا. وُلِد والده، أوخنا، في مقاطعة خينتي، مما دفع خوريلسوخ إلى اتخاذ مسقط رأس والده دائرته الانتخابية. وفي مقابلة أجراها مع قناة TV25، ذكر خوريلسوخ أن والده التقى بوالدته في مقاطعة جوفي ألتاي أثناء قيامه بحفر الآبار. ثم انتقل الزوجان إلى العاصمة أولان باتور، حيث وُلِد خوريلسوخ.
وفقًا لمقال نُشر في مجلة جايكا في أبريل 2024، ذكر خوريلسوخ في زيارة إلى اليابان عام 2022 أنه "يتذكر بمحبة كرم الضيافة من عائلته المضيفة عندما جاء إلى اليابان لحضور برنامج تدريب جايكا عندما كان شابًا". قبل ولادته، عثر والده وأخته الكبرى على فأس برونزي صغير بجوار بئر مياه ساخنة، مما دفع الأسرة إلى تسمية المولود الجديد خوريلسوخ، والذي يعني حرفيًا "الفأس البرونزية". لدى خوريلسوخ أخ أكبر وأخت أكبر وشقيقان أصغر، معظمهم سائقون أيضًا.

### التعليم
تخرج خوريلسوخ من المدرسة الثانوية رقم 2 عام 1985. وتخرج من جامعة الدفاع عام 1989، تخصص في العلوم السياسية. درس الإدارة العامة في معهد إدارة الدولة والتنمية الإدارية والقانون في الجامعة الوطنية في منغوليا، وتخرج منها عامي 1994 و2000 على التوالي. 

### المسيرة العسكرية
من عام 1989 إلى عام 1990، خدم خورلسوخ نائبًا سياسيًا في الوحدة 1152 للجيش الشعبي المنغولي.  وكان أول ضابط عسكري منغولي يستقيل من الخدمة للحفاظ على عضويته في الحزب في عام 1990 عندما سعت الحكومة إلى فصل عضوية الحزب عن مختلف المناصب (العامة). خورلسوخ برتبة عقيد.